# Genersich János
Genersich János (németül Johann Genersich, Késmárk, 1761. augusztus 15. – Bécs, 1823. május 15.) történész, pedagógus. Genersich Keresztély és Genersich Sámuel testvére.

## Életpályája
Genersich Keresztély jómódú kereskedő és Royko Anna-Zsuzsanna fiaként született. Tanulmányait szülővárosában kezdte, majd Debreceni Református Kollégiumba küldték, hogy megtanuljon magyarul, utána pedig a Gömör vármegyei Felsősajón tanulta a szlovák nyelvet. Miután visszatért szülővárosába, elvégezte a felsőbb iskolákat és egy évig a Pozsonyi Evangélikus Líceumba járt, hol szorgalmasan olvasta a római klasszikusokat. Az 1782. nyári félévre a jénai egyetemre iratkozott be, ahol a görög irodalmat tanulta és Schütz udvari tanácsos Homérosz-előadásait hallgatta. 1785-ben hazatért. Előbb nevelő volt, majd 1788-ban a késmárki ágostai evangélikus líceumban a humaniorák és a filológia tanára lett; 1818-ban ugyanott a történelmi tanszéket foglalta el. 1821-ben a bécsi protestáns teológiai intézethez nevezték ki az egyháztörténet és egyházi jog tanárává.
Kiemelkedő történeti művek, tankönyvek, valamint (főként leányoknak szánt) ifjúsági irodalom szerzője. 
Nagy természetjáró volt: publikációi jelentek meg a Szepességről és a Tátráról, 1807-ben pedig a Felkai-völgybe tett kirándulásáról. Közreadott egy könyvet a cipszer nyelvről is: Versuch eines Idioticons der Zipser-Sprache (Zeitschrift von und für Ungern, 1804.)

## Emlékezete
- Egykori lakóházán Bécsben emléktáblát avattak.[1]

## Művei
- Beiträge zur Schulpädagogik. Wien. 1792.
- Von der Liebe des Vaterlandes. Ein philosophisch-historischer Versuch. Wien, 1793. Két rész.
- Genialitäten. Pest, 1800. (Névtelenül.)
- Über die jetzige Verfassung der prot. Schulanstalten in Ungarn. Wien, 1803. (Névtelenül. Ism. Allg. Literatur Zeitung 1804. II. 626.)
- Zwei Predigten über Tod und Unsterblichkeit. Leutschau, 1806.
- Zwei Gelegenheitsreden bei verschiedenen Veranlassungen gehalten. Leutschau, 1808.
- Biographische Darstellungen der grössten Männer aller Zeiten und Völker der Welt. Wien, 1811. Öt kötet. (Az V. k. 1. 2. Trajan. Ezért Festetich György gróftól 100 frt jutalmat kapott.)
- Wilhelmina. Ein Lesebuch für Mädchen von zehn bis fünfzehn Jahren, zur Bildung des Herzens und des Geschmacks. Wien, 1811. Két rész. (2. kiadás. Wien, 1816.)
- Lateinische und deutsche Gespräche. Wien, 1811.
- Götterlehre Wien, 1811.
- Kurze allgemeine Weltgeschichte. Nach Beck, Eichhorn und J. R. Schütz, mit vorzüglicher Rücksicht auf Studierende bearbeitet. Wien, 1812. Három kötet.
- Alfred. Ein Lesebuch für Jünglinge von fünfzehn bis zwanzig Jahren, zur Bildung des Herzens und Geschmacks. Seitenstück zur Wilhelmine. Wien, 1812. Két kötet.
- Geschichte der österreichsen Monarchie von ihrem Ursprunge bis zum Ende des Wiener Friedens-Congresses. Wien, 1815-17. Nyolc kötet.
- Sophron für reifende Jünglinge. Wien, 1816. Két kötet.
- Weltgeschichte für gebildete Frauenzimmer mit vorzüglicher Rücksicht auf Völkersitten und auf berühmte Frauen aller Zeiten. Leipzig, 1817. Öt kötet.
- Reden über vorzüglich wichtige Gegentände der Religion, zur Beruhigung der Herzen unter den Stürmen der Zeit. Pesth. 1817.
- Emma. Leben einer glücklichen Mutter. Kaschau, 1819.
- Cornelia für reifende Mädchen. Seitenstück zu Wilhelmine. Pesth, 1819. (2. czímkiadás. Pesth. 1822.)
- Agathon. Für edle Jünglinge. Seitenstück zu Sopron. Brünn, 1819. Két rész.
- Reden zur Weckung der Andacht. Brünn, 1820.
- Trostworte am Grabe der Frau Johanna Susanna v. Cerva zu Käsmark den 23. März 1820. Pressburg, 1820.
- Blüthen von Jean Paul Richter und Georg. Herder. Kaschau, 1821.
- Kurzer Abriss der Geschichte von Oesterreich, Böhmen und Ungarn. Tyrnau, 1824. (2. kiadás. Pest, 1830.)
- Eusebios. Für Freunde der Religion. Brünn, 1824. Két kötet.

Kéziratai közül a magyar nemzeti múzeumban vannak: Ueber die Erziehung des weiblichen Geschlechts. Bitsitz 1787. 4rét 397 lap, Meteorologische Beobachtungen in dem Jahre 1789. 4rét 114 lap., Geographia antiqua, seu vetus. Késmárk, 1790. 8rét 245 lap, Poesis. 1790- 91. Késmarkini. 8rét 346 lap; Institutio in oratoriam, Késmárk 1795-96. 4rét 178 lap.
1817 és 1823 között Rumy Károlyhoz írt levelei (32 darab) a Magyar Tudományos Akadémia levéltárába kerültek.